# Distrito de Tepelenë
El distrito de Tepelenë (en albanés: Rrethi i Tepelenës) fue uno de los 36 distritos de Albania. Su población aproximada era de 32,000 habitantes (2004) con una extensión territorial de 817 km². Se encontraba al sur del país y su capital era Tepelenë (del turco: Tepedelen, en inglés algunas veces se deletrea como Tepeleni). Otro lugar importante era Memaliaj.